# Alto commissario per la lotta alla contraffazione
L'Alto commissario per la lotta alla contraffazione, in Italia, è stato un organo inizialmente costituito dalla legge 14 maggio 2005 n. 80, e successivamente soppresso, in base all'art. 68, comma 6, del decreto legge n. 112/2008, convertito nella Legge n. 133/2008.

## Compiti attribuiti dalla legge
I compiti dell'Alto commissario erano quelli di:
- coordinare le funzioni di sorveglianza in materia di violazione dei diritti di proprietà industriale ed intellettuale;
- monitorare le attività di prevenzione e di repressione dei fenomeni di contraffazione.

## Nomina
L'Alto commissario era nominato con decreto del Presidente del Consiglio dei ministri su proposta del Ministro delle attività produttive. Il primo alto commissario è stato Roberto Cota, dimessosi in quanto eletto deputato. Il secondo è stato Giovanni Kessler.
L'Alto commissario si avvaleva, per il proprio funzionamento, degli uffici delle competenti direzioni generali del Ministero delle attività produttive.